# Matmut Atlantique
Nouveau Stade de Bordeaux (Noul Stadion din Bordeaux), cunoscut sub numele comercial Stade Matmut Atlantique, este un stadion din Bordeaux, Franța inaugurat pe 23 mai 2015, cu o capacitate de la 42.115 de locuri. Se află pe malul stâng fluviului Garonne, la nord de orașul Bordeaux.
Principalul beneficiar este clubul Girondins de Bordeaux , care evoluează în Ligue 1. Stadionul a fost construit pentru a înlocui vechiul Stade Chaban-Delmas, unde clubul juca din anul 1938, și care nu mai respecta standardele UEFA. Găzduiește și câteva meciuri din Top 14 de clubul de rugby Union Bordeaux Bègles.
Stadionul a fost gazdă pentru Campionatul European de Fotbal 2016.

## Legături externe
- fr  en  Site-ul oficial
- en  Allianz Riviera pe stadiumguide.com